# Helga Klein
Helga Klein-Erny, nemška atletinja, * 15. avgust 1931, Mannheim, Weimarska republika, † 27. januar 2021.
Nastopila je na poletnih olimpijskih igrah leta 1952 ter osvojila naslov olimpijske podprvakinje v štafeti 4x100 m, peto mesto v teku na 200 m, v teku na 100 m se je uvrstila v polfinale. Ob olimpijskem nastopu je z nemško reprezentanco izenačila svetovni rekord v štafeti 4 x 100 m s časom 45,9 s, kolikor je tekla tudi zmagovalna ameriška štafeta.